# 阿姆斯特丹市立博物館
阿姆斯特丹市立博物館（荷蘭語：Stedelijk Museum Amsterdam）是荷蘭阿姆斯特丹的一座現代藝術博物館。市立博物館位於博物館廣場，周圍有國家博物館和凡高博物館。

## 历史
市立博物館因整修工程在2008年10月以前暫時遷至中央車站右側的前郵政大樓，并提出一項名為「博物館入城」（荷蘭語：Stedelijk in de Stad!）的計畫，博物館在阿姆斯特丹各地舉辦展覽、企劃、研討會和其他活動。

## 馆藏
館內收藏品包括了由卡雷尔·阿佩尔所繪的房間，以及卡濟米爾·謝韋里諾維奇·馬列維奇的大量畫作。

## 馆长
- Jan Eduard van Someren Brand (1895–1906)
- Cornelis Baard (1906–1936)
- David Roëll (1936–1945)
- Willem Sandberg (1945–1963)
- Edy de Wilde (1963–1985)
- Wim Beeren (1985–1993)
- Rudi Fuchs (1993–2003)
- Hans van Beers (2003–2005)
- Gijs van Tuyl (2005–2009)
- Ann Goldstein (2010–2013; 最后一年只担任艺术总监)
- Karin van Gilst (2013-; 常务董事)
- Beatrix Ruf (2014-; 艺术总监)

## 外部連結
- 市立博物館（页面存档备份，存于）
- 阿姆斯特丹市立博物館管理局 （页面存档备份，存于）